# Petaloctenus
Petaloctenus es un género de arañas araneomorfas de la familia Ctenidae. Se encuentra en África occidental.

## Lista de especies
Según The World Spider Catalog 12.0:
- Petaloctenus bossema Jocqué & Steyn, 1997
- Petaloctenus clathratus (Thorell, 1899)
- Petaloctenus cupido Van der Donckt & Jocqué, 2001
- Petaloctenus lunatus Van der Donckt & Jocqué, 2001
- Petaloctenus songan Jocqué & Steyn, 1997